# Đurđevići
Ne doit pas être confondu avec Đurđević.
Đurđevići (en serbe cyrillique : Ђурђевићи) est un village de Bosnie-Herzégovine. Il est situé dans la municipalité de Milići et dans la république serbe de Bosnie. Selon les premiers résultats du recensement bosnien de 2013, il compte 268 habitants.

## Démographie

### Évolution historique de la population dans la localité
| 1948 | 1953 | 1961 | 1971 | 1981 | 1991 | 2013 |
| ---- | ---- | ---- | ---- | ---- | ---- | ---- |
| -    | -    | 66   | 100  | 137  | 161, | 268  |

|  |

### Répartition de la population par nationalités (1991)
En 1991, les 161 habitants du village étaient tous serbes.